# Валенти Бадиляк

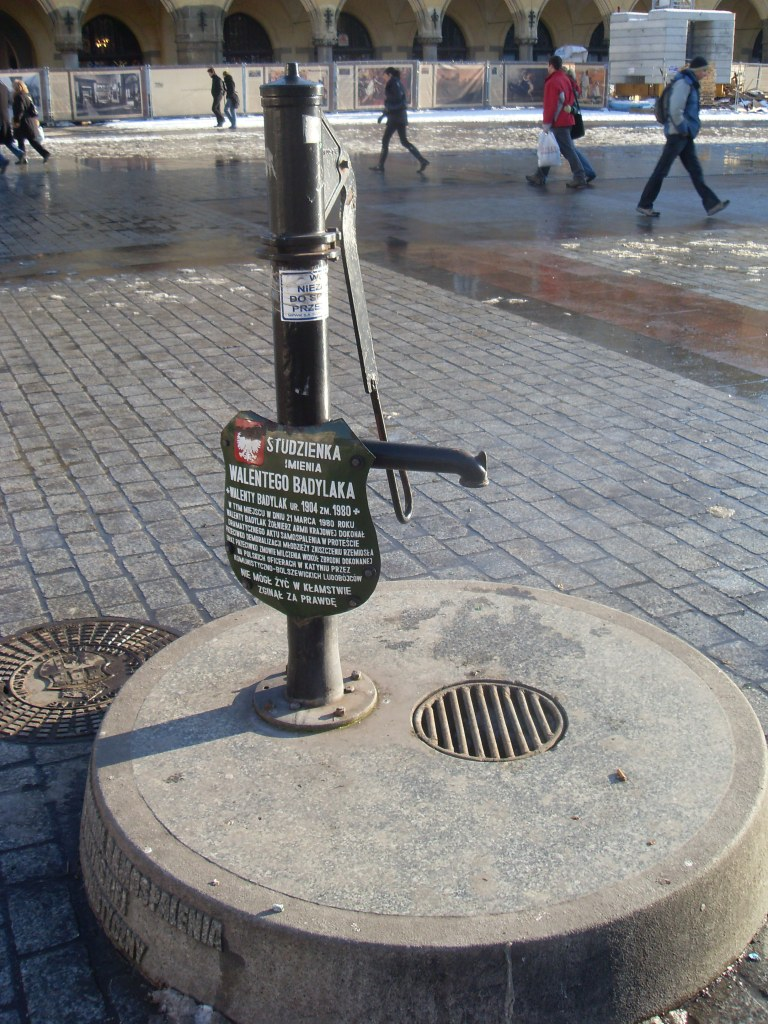
Меморіальна дошка біля гідранта на краківському ринку

Валенти Бади́ляк (пол. Walenty Badylak; 1904 — 21 березня 1980, Краків) — польський пенсіонер, колишній пекар, під час війни член Армії Крайової. Став відомий тим, що на знак протесту проти замовчування владою Катинського розстрілу прикував себе ланцюгом до гідранта на краківському ринку й, обливши себе бензином, учинив самоспалення.
Про подію повідомила лише краківська преса, яка дуже коротко проінформувала про смерть «психічно хворого» Бадиляка. Попри це, коло гідранта місцеві мешканці ставили лампади та співали релігійні гімни.
Меморіальну дошку на честь Бадиляка відкрив біля гідранта його онук, ксьондз Войцех Бадиляк 5 серпня 1990 року. 2004 року гідрант відреставровано.